# Réglementation et protection des boisements en France
En France, la procédure de réglementation et de protection des boisements a pour objectif de favoriser une meilleure répartition des terres entre les productions agricoles, la forêt, les espaces de nature et de loisirs et les espaces habités en milieu rural et d'assurer la préservation de milieux naturels ou de paysages remarquables.
La réglementation consiste à définir trois périmètres :
- un périmètre interdit où tous semis, plantations et replantation d’essences forestières sont interdits ;
- un périmètre réglementé où, le boisement est autorisé mais soumis au respect de distances minimales de recul vis-à-vis des fonds agricoles voisins, des cours d'eau, des chemins ainsi que des lieux habités ;
- un périmètre où le boisement est libre.

Les motifs de la mise en œuvre de la réglementation des boisements sont :
- le maintien à la disposition de l'agriculture des terres qui contribuent à un meilleur équilibre économique des exploitations ;
- les préjudices des boisements envisagés aux fonds agricoles voisins, aux espaces habités, aux espaces de loisirs, aux voies affectées à l’usage public ;
- les atteintes des boisements au caractère remarquable des paysages ;
- les atteintes aux milieux naturels et à la gestion équilibrée de l’eau.